# Cangamba
Cangamba (también denominada Cangombe o Kangamba) es una localidad y comuna de Angola, ubicada en el municipio de Luchazes en la provincia de Moxico.
Se encuentra a corta distancia del aeropuerto de Cangamba, y su principal carretera es la ruta 170.
Entre el 2 y el 10 de agosto de 1983 tuvo lugar aquí la batalla del mismo nombre, donde unidades angolanas y cubanos fueron asediadas durante días por fuerzas muy superiores de la opositora UNITA de Jonas Savimbi, con participación sudafricana a través de la Operación Karton. Los asediados lograron resistir el cerco y salir victoriosos, merced a la ayuda de la aviación y las fuerzas especiales cubanas. El propio Fidel Castro dirigió el operativo de rescate desde La Habana.

## Clima
| Parámetros climáticos promedio de Cangamba                                               | Parámetros climáticos promedio de Cangamba | Parámetros climáticos promedio de Cangamba | Parámetros climáticos promedio de Cangamba | Parámetros climáticos promedio de Cangamba | Parámetros climáticos promedio de Cangamba | Parámetros climáticos promedio de Cangamba | Parámetros climáticos promedio de Cangamba | Parámetros climáticos promedio de Cangamba | Parámetros climáticos promedio de Cangamba | Parámetros climáticos promedio de Cangamba | Parámetros climáticos promedio de Cangamba | Parámetros climáticos promedio de Cangamba | Parámetros climáticos promedio de Cangamba |
| Mes                                                                                      | Ene.                                       | Feb.                                       | Mar.                                       | Abr.                                       | May.                                       | Jun.                                       | Jul.                                       | Ago.                                       | Sep.                                       | Oct.                                       | Nov.                                       | Dic.                                       | Anual                                      |
| ---------------------------------------------------------------------------------------- | ------------------------------------------ | ------------------------------------------ | ------------------------------------------ | ------------------------------------------ | ------------------------------------------ | ------------------------------------------ | ------------------------------------------ | ------------------------------------------ | ------------------------------------------ | ------------------------------------------ | ------------------------------------------ | ------------------------------------------ | ------------------------------------------ |
| Temp. máx. media (°C)                                                                    | 27                                         | 28                                         | 28                                         | 28                                         | 29                                         | 30                                         | 31                                         | 35                                         | 35                                         | 32                                         | 29                                         | 27                                         | 29.9                                       |
| Temp. mín. media (°C)                                                                    | 20                                         | 21                                         | 21                                         | 21                                         | 19                                         | 16                                         | 17                                         | 20                                         | 23                                         | 23                                         | 22                                         | 21                                         | 20.3                                       |
| Precipitación total (mm)                                                                 | 270                                        | 240                                        | 334                                        | 217                                        | 19                                         | 0                                          | 0                                          | 1                                          | 49                                         | 185                                        | 361                                        | 385                                        | 2061                                       |
| Días de precipitaciones (≥ )                                                             | 30                                         | 27                                         | 29                                         | 25                                         | 7                                          | 0                                          | 0                                          | 1                                          | 16                                         | 28                                         | 30                                         | 31                                         | 224                                        |
| Horas de sol                                                                             | 9                                          | 10                                         | 8                                          | 9                                          | 10                                         | 10                                         | 10                                         | 10                                         | 10                                         | 9                                          | 8                                          | 6                                          | 109                                        |
| Fuente: https://www.cuandovisitar.com.ar/angola/cangombe-118413/ 22 de noviembre de 2020 |                                            |                                            |                                            |                                            |                                            |                                            |                                            |                                            |                                            |                                            |                                            |                                            |                                            |